# Битва при Ноле (215 до н. э.)
Битва при Ноле (215 год до н. э.) — сражение между римской и карфагенской армиями в ходе Второй Пунической войны. Второе из трёх сражений этой войны, произошедших у этого города.

## Предыстория
Ганнибал попытался взять Нолу, которую оборонял римский претор Марк Клавдий Марцелл, в 216 году до н. э., но потерпел поражение. Марцелл держался в Ноле и в течение лета делал набеги на Самний, жители которого перешли на сторону Ганнибала. Самниты отправили послов к Ганнибалу с просьбой о помощи. Ганнибал согласился помочь и двинулся на Нолу. Сначала Ганнибал попытался через своего посла Ганнона склонить ноланских сенаторов отпасть от Рима, но те заявили, что у ноланцев с Римом давняя дружба и они будут верны римлянам до конца.

## Первая битва
Ганнибал окружил город сплошным кольцом. Марцелл решил сделать вылазку. Он атаковал карфагенян, и они стали нести большие потери. Но подоспели карфагеняне с других сторон, силы выровнялись, и началась отчаянная сеча. Окончить битву помешал начавшийся проливной дождь. Дождь продолжался всю ночь и день до полудня.

## Вторая битва
Через три дня Ганнибал послал часть своих сил разорять земли ноланцев. Марцелл вывел своё войско. Ганнибал принял вызов. Сражение складывалось в пользу римлян: они теснили карфагенян и наконец загнали их в лагерь. После этого Марцелл приказал своим солдатам отступить.

## Итоги
Карфагеняне потеряли 5 тысяч убитыми и 600 пленными. Римляне, согласно Титу Ливию, около 1 тысячи человек убитыми. Ганнибал отступил в Апулию на зимние квартиры.